# Natasha Trethewey
Natasha Trethewey, née le 26 avril 1966 à Gulfport, dans l'État du Mississippi, est une poète et professeure d'université américaine. Elle remporte le prix Pulitzer de poésie en 2007, et elle est choisie par le directeur de la Bibliothèque du Congrès pour occuper la charge de United States Poet Laureate (en) (Poète lauréat des États-Unis) en juin 2012 et juin 2013. Elle est membre de deux grandes académies littéraires des États-Unis : l'Académie américaine des arts et des sciences et l'Academy of American Poets.

## Biographie

### Jeunesse et formation
Natasha Trethewey est la fille d'Eric Trethewey, un poète d'origine canadienne venu aux États-Unis pour enseigner la littérature à l'Université Hollins, et de Gwendolyn Ann Turnbough, une travailleuse sociale afro-américaine. Les parents de Natasha Trethewey se sont rencontrés sur le campus de l'université d'État du Kentucky, située à Frankfort, et se sont mariés dans l'État de l'Ohio où les mariages interraciaux étaient légaux. Mais quand ils sont venus s'installer dans le Mississippi, dont les lois ne reconnaissaient pas les mariages interraciaux, avant que la Cour suprême américaine ne déclare par sa décision du 12 juin 1967, Loving v. Virginia (« Loving contre l'État de Virginie »), comme anticonstitutionnelle la loi de l'État de Virginie interdisant les mariages interraciaux.. Ils ont été victimes de divers actes de racisme, ainsi le Ku Klux Klan a brûlé une croix devant leur maison,,,.
Les parents de Trethewey divorcent, alors qu’elle est encore jeune.
En 1985, alors que Natasha Trethewey est âgée de 19 ans, sa mère, Gwendolyn Turnbough, est assassinée sur le Memorial Drive (Atlanta) (en) par son deuxième mari, d'avec qui elle avait récemment divorcé à la suite des maltraitances qu'elle avait subies. Son ouvrage Native Guard est dédié à sa mère. Rappelant sa réaction à la mort de sa mère, elle dit, « Je me tournais vers la poésie pour faire sens à ce qui était arrivé »,.
Après ses études secondaires, Natasha Trethewey est acceptée à l'Université de Géorgie où elle obtient en 1989, le Bachelor of Arts (licence). Elle poursuit ses études universitaires à l'Université Hollins où elle passe son Master of Arts (mastère 2) en 1991 avec la mention valedictorian. Elle achève ses études universitaires à l'université du Massachusetts de Amherst, où elle obtient le Master of Fine Arts (mastère 2) en 1995.

### Carrière
Après avoir achevé sa formation universitaire, elle est embauchée comme maître-assistante de littérature anglaise à l'université Auburn en Alabama, puis à l'université de la Caroline du Nord à Chapel Hill. Depuis 2002, elle est professeure titulaire de la chaire de poésie Phillis Wheatley à l'Université Emory d'Atlanta dans l'État de la Géorgie.
Le 7 juin 2012, James Billington, directeur de la Bibliothèque du Congrès, la nomme 19e poète lauréat des États-Unis. Il déclare, après avoir entendu sa poésie au Festival national du livre, qu'il a été « immédiatement frappé par la qualité formelle de sa poésie, utilisant une richesse et une variété de structures [...] elle entremêle son histoire avec le récit historique d'une manière qui vous emmène profondément dans la tragédie humaine de celui-ci. ». Contrairement à la plupart des poètes lauréats, Natasha Trethewey est au milieu de sa carrière. Le 14 mai 2014, Trethewey donne une conférence concluant son deuxième mandat en tant que poète lauréat des États-Unis.

## Regards sur son œuvre
Structurellement, son travail allie le vers libre, avec des formes traditionnelles plus structurées comme le sonnet et la villanelle.
Sur le plan thématique, son travail examine « la mémoire et l'héritage racial de l'Amérique ». Son premier recueil, Domestic Work, évoque la place de l'individu dans la communauté, et les dénis de l'histoire. Le deuxième, Bellocq's Ophelia, publié en 2002, est consacré à l'histoire fictive d'une prostituée métisse qui a été photographiée par Ernest J. Bellocq au début du XXe siècle à La Nouvelle-Orléans,.
La Guerre de Sécession, au XIXe siècle, entre les États abolitionnistes et cinq États esclavagistes, fait de fréquentes apparitions dans son travail. L’ouvrage Native Guard raconte ainsi l'histoire d’un régiment d’hommes noirs de l'armée de l'Union, composé principalement d'anciens esclaves qui se sont enrôlés. Natasha Trethewey est née le jour de la Fête du mémorial des confédérés, 100 ans après la fin de la fin de la Guerre de Sécession. L’auteur explique qu'elle ne pouvait pas avoir « échappé à l'apprentissage de la guerre civile et ce qu'elle représentait », et que ce conflit l'avait fascinée depuis l’enfance,.

## Archives
Les archives de Natasha Trethewey sont déposées à la bibliothèque Stuart A. Rose Manuscript, Archives, and Rare Book Library de l'Université Emory d'Atlanta.

## Œuvres

### Recueils de poésie
- (en-US) Domestic Work, Graywolf Press, 1er août 2000, 84 p. (ISBN 9781555973094, lire en ligne).
- (en-US) Bellocq's Ophelia, Graywolf Press, 1er avril 2002, 68 p. (ISBN 9781555973599, lire en ligne)[18].
- (en-US) Native Guard, Houghton Mifflin, 1 mars 2006, rééd. 6 novembre 2007, 72 p. (ISBN 9780547055480, lire en ligne)[19].
- (en-US) Beyond Katrina: A Meditation on the Mississippi Gulf Coast, University of Georgia Press, 1 septembre 2010, rééd. 1 août 2015, 152 p. (ISBN 9780820349022, lire en ligne)[20].
- (en-US) Thrall, Houghton Mifflin Harcourt, 28 août 2012, 84 p. (ISBN 9780547571607).
- (en-US) Monument: Poems New and Selected, Houghton Mifflin Harcourt, 6 novembre 2018, 208 p. (ISBN 9781328507846).

### Autobiographie
- (en-US) Memorial Drive: A Daughter's Memoir, Ecco, 28 juillet 2020, 224 p. (ISBN 9780062248572)[21].

### Anthologiste
- (en-US) Natasha D Trethewey & Jeb Livingood (dir.), Best New Poets 2007: 50 Poems from Emerging Writers, University of Virginia Press / Samovar Press, 22 octobre 2007, 148 p. (ISBN 9780976629627, lire en ligne).
- (en-US) Natasha Trethewey & David Lehman (dir.), Best American Poetry 2017, Scribner, 5 septembre 2017, 256 p. (ISBN 9781501127632).

## Prix et distinctions
- 1999 : boursière du National Endowment for the Arts[22].
- 2001 : lauréate du Lillian Smith Book Award (en) décerné par l'université de Géorgie et d'autres instances littéraires de la Géorgie, pour son recueil de poésie Domestic Work[23],[24].
- 2003 : boursière de la fondation John-Simon-Guggenheim[25].
- 2007 : lauréate du Prix Pulitzer de la poésie pour son recueil de poésie Native Guard[26],[27].
- 2010 : élévation au grade de docteur honoris causa par l'Université Hollins.
- 2012 : Poète lauréat du Mississippi.
- 2012 : nomination à la charge de Poète lauréat des États-Unis à la Bibliothèque du Congrès[28].
- 2013 : renouvellement de son mandat de Poète lauréat des États-Unis à la Bibliothèque du Congrès.
- 2013 : élection et réception à l'Académie américaine des arts et des sciences[29].
- 2019 : élection à la charge de chancelière de l'Academy of American Poets[30].

### Essais et ouvrages divers
- (en-US) W.T. Pfefferle, Poets On Place, Utah State University Press, 25 février 2005, 312 p. (ISBN 9780874215977, lire en ligne), p. 163-165 (3 pages).
- (en-US) Hans Ostrom, Encyclopedia of African American Literature, vol. 4, Greenwood Press, 1er septembre 2005, 1637 p. (ISBN 9780313329753, lire en ligne), p. 1612.
- (en-US) Shari Dorantes Hatch (dir.), Encyclopedia of African-American Writings, Grey House Publishing, 1er septembre 2009, 869 p. (ISBN 9781592372911, lire en ligne), p. 564-565. .
- (en-US) Joan Wylie Hall, Conversations with Natasha Trethewey, University Press of Mississippi, 10 octobre 2013, 216 p. (ISBN 9781617038792).
- (en-US) African American Women, National Museum of African American History and Culture, 7 juillet 2015, 73 p. (ISBN 9781907804489, lire en ligne), p. 15-17.

### Articles
- (en-US) Jill Petty & Natasha Trethewey, « An Interview with Natasha Trethewey », Callaloo, Vol. 19, No. 2,‎ printemps 1996, p. 364-375 (12 pages) (lire en ligne).
- (en-US) Charles Henry Rowell & Natasha Trethewey, « Inscriptive Restorations: An Interview with Natasha Trethewey », Callaloo, Vol. 27, No. 4,‎ automne 2004, p. 1022-1034 (13 pages) (lire en ligne).
- (en-US) Joan Wyllie Hall, « "I shirk not": Domestic Labor, Sex Work, and Warfare in the Poetry of Natasha Trethewey », The Mississippi Quarterly, Vol. 62, No. 2,‎ printemps 2009, p. 265-280 (16 pages) (lire en ligne).
- (en-US) Destiny O. Birdsong, « "Memories that are(n't) mine": Matrilineal Trauma and Defiant Reinscription in Natasha Trethewey's "Native Guard" », African American Review, Vol. 48, No. 1/2,‎ printemps-été 2015, p. 97-110 (14 pages) (lire en ligne).
- (en-US) Meta Duewa Jones, « Reframing Exposure, Natasha Trethewey's Forms of Enclosure », ELH, Vol. 82, No. 2,‎ été 2015, p. 407-429 (23 pages) (lire en ligne).
- (en-US) Jill goad, « Throwaway Bodies in the Poetry of Natasha Trethewey », South: A Scholarly Journal, Vol. 48, No. 2,‎ printemps 2016, p. 265-282 (18 pages) (lire en ligne).